# ناحیه محمبل
ناحیه محمبل (به عربی: ناحیة محمبل) یک ناحیه در سوریه است که در منطقه اریحا واقع شده‌است. ناحیه محمبل ۲۷٬۰۹۸ نفر جمعیت دارد.